# Switch E1
A Switch E1 (SWITCH e1 néven stilizált) egy alacsonypadlós, akkumulátoros elektromos, szóló busztípus, amelyet a Switch Mobility gyárt 2022 óta. Az E1 az első olyan jármű, amelyet a Switch Mobility bevezetett az Optare-től való újramárkaváltása óta, és a már megszűnt Optare Tempo SR-t és Optare Versát váltja fel termékkínálatukban.
2022. június 7-én mutatták be Európai Mobilitási Kiállításon az Expo Porte de Versailles-on Párizsban, Franciaországban. A belső tér nagymértékben személyre szabható moduláris felépítéssel rendelkezik, hasonlóan a versenytárs Arrival Bushoz, két vagy három ajtóval és maximum 30 üléssel. A teljes utaskapacitás akár 93 utas is lehet buszonként, 63 álló férőhellyel. Mindegyik ülés felszerelhető olvasólámpával, USB-telefontöltő-csatlakozókkal és ülés alatti lámpákkal, az utastérben pedig széles képernyős monitorokkal lehet megjeleníteni a következő megállókat és egyéb információkat. A kerekesszékes hozzáférés az elülső és a középső ajtón keresztül is elérhető, opcionálisan a kerekesszékes helyekkel szemben, vagy mindkettővel szemben.
Az E1 a fejlesztés során Project Odin Generation 4 néven volt ismert; További Project Odin modellek várhatóan 2022 végén fognak megjelenni. A Switch Mobility szerint az E1 a legkönnyebb elektromos busz a piacon. Gyorstöltés elérhető, három óra alatti teljes feltöltéssel egyenáramú töltés révén; A teljes hatótáv teljes feltöltéssel körülbelül 390 km. A piacra dobáskor az E1 a kontinentális európai piacot célozta meg, az Optare MetroCity EV-t még az Egyesült Királyság számára gyártják. Az E1 lesz az első modell, amelyet a Switch Mobility újonnan épített szén-dioxid-semleges gyártóüzemében állítanak elő a spanyolországi Valladolidban, és két gyártósorral kezdik az E1-et; További építkezésekre kerül sor a yorkshire-i Elmetben, a Sherburnben található egykori Optare gyárban.

## Fordítás
Ez a szócikk részben vagy egészben  a   Switch E1 című angol Wikipédia-szócikk ezen változatának fordításán alapul.  Az eredeti cikk szerkesztőit annak laptörténete sorolja fel. Ez a jelzés csupán a megfogalmazás eredetét és a szerzői jogokat jelzi, nem szolgál a cikkben szereplő információk forrásmegjelöléseként.